# أوتاد مارسيلين
أوتاد مارسيلين (بالإنجليزية: Adventure Time: Stakes) هو مسلسل تلفزيوني رسوم متحركة أمريكي يتألف من ثماني حلقات من البرنامج التلفزيوني وقت المغامرة، الذي أنشأه بيندلتون وارد. تم بثه كجزء من الموسم السابع للبرنامج من 16 نوفمبر 2015 إلى 19 نوفمبر 2015 على كرتون نتورك. وقت المغامرة يتبع مغامرات فين (التي عبر عنها جيريمي شدا)، وهو فتى بشري، وصديقه المقرب وشقيقه بالتبني جيك (الذي عبر عنه جون ديماجيو)، وهو كلب يتمتع بقدرات سحرية لتغيير الشكل والنمو والانكماش حسب الرغبة. في سلسلة الأحداث المحدودة هذه، تزيل الأميرة بابلغام (التي عبرت عنها هيندن والش) جوهر مصاصي الدماء من مارسيلين ملكة مصاصي الدماء (التي عبرت عنها أوليفيا أولسون)، والتي أطلقت العنان لخمسة مصاصي دماء تم إحياءهم مؤخرًا في أرض أوو وبذلك يضطر كل من مارسيلين وبابلغام وفين وجايك وبابرمنت باتلر (الذي عبر عنه ستيف ليتل) للتعامل مع الأمر.
تم تطوير قصة المسلسل القصير من قبل مؤلف المسلسل بيندلتون وارد، عارض العرض آدم موتو، الكاتب الرئيسي كينت أوزبورن، والكاتب جاك بيندارفيز. تم عرض الحلقات الثمانية بواسطة اكو كاستيرا وجيس موينيهان وموتو وهانا كي نيستروم وهيربيش وستيف وولف هارد وسيو كيم وسومفيلاي اكسايافون ولايل بارتريدج ولوك بارسون. تولى أندريس سالاف وإليزابيث إيتو وموتو الإشراف على التوجيه، وعملت ساندرا لي كمديرة فنية. عادت ريبيكا شوجر، الفنانة السابقة لقصة العمل في وقت المغامرة، لفترة وجيزة إلى العرض للتعبير عن صوت والدة مارسيلين والمساهمة بأغنية بعنوان «كل شيء يبقى». كانت السلسلة نجاحًا في التقييمات، وقد قوبلت بتعليقات إيجابية في الغالب، مع أغنية سكر على وجه الخصوص التي قوبلت بتصفيق نقدي. على العكس من ذلك، شعر عدد قليل من المعلقين أن المسلسل القصير لا يلبي التوقعات. عن عمله في نهائيات السلسة، فاز هيربيش بجائزة برايم تايم ايمي عن الإنجاز الفردي المتميز في الرسوم المتحركة في حفل توزيع جوائز ايمي للفنون الإبداعية رقم 68 في بريمتايم في عام 2016. تم إصدار السلسلة على قرص DVD في 19 يناير 2016.

## قصة السلسلة
بعد أن فقدت مظلتها وتركها عالقة في ظل شجرة في الصحراء، اقتربت مارسيلين ملكة مصاص الدماء (التي عبرت عنها أوليفيا أولسون) من الأميرة بابلغوم (التي عبر عنها هيندن والش) وتطلب منها علاجها من مصاص دماءها، لأنها لم تعد كذلك. يريد أن يكون خالدا. يوافق العلكة ويستخرج جوهر مصاص الدماء من جسد مارسيلين. مع تعافي مارسيلين، يكتسب الجوهر المستخرج الإحساس والهرب. في هذه الأثناء، يتم استدعاء فين (الذي عبر عنه جيريمي شادا) وجيك (بصوت جون ديماجيو) للتحقيق في تعرض الماشية لهجوم من قبل مخلوق ماص للدماء. يتشككون في مارسيلين، ويواجهونها، فقط ليكتشفوا أن الجوهر المستخرج وراء الهجمات.
ومع ذلك، بينما يطارد فين وجيك جوهر مصاصي الدماء، قبضت مجموعة من القرويين الغاضبين على مارسيلين وربطوها بطاحونة هوائية، على أمل أن تقتلها الشمس المشرقة. عندما يضرب الضوء جسدها، تومض حياة مارسيلين أمام عينيها: تتذكر مارسيلين لأول مرة الوقت الذي كانت فيه والدتها (بصوت ريبيكا شوجر) تريحها من خلال غناء تهويدة بعنوان «كل شيء يبقى». ثم تتذكر مارسيلين أن سيمون (الذي عبر عنه توم كيني) تركها قبل أن يفسد بالكامل من قبل التاج الجليدي. تتذكر أيضًا عندما كانت تصطاد مصاصي الدماء عندما كانت مراهقة، وبعد ذلك أقامت صداقة مع قبيلة من البشر نجوا من حرب الفطر. بالعودة إلى الحاضر، فإن ضوء الشمس لا يؤذي مارسيلين، مما يشير إلى أنها قد شُفيت. في هذه الأثناء، يواجه جيك جوهر مصاصي الدماء المتحرر لمارسيلين، والذي انقسم إلى خمسة مصاصي دماء سبق أن قتلتهم مارسيلين: الأحمق (الذي عبر عنه رون فنشز)، والإمبراطورة (التي عبرت عنها ريبيكا رومين)، والهيروفانت (الذي عبر عنه بول ويليامز)، والقمر (عبرت عنها بو بيلينجسلي)، وملك مصاص الدماء نفسه (عبر عنه بيلي براون). اعتبارًا من الخلاف حول كيفية إعادة الهيمنة، يذهب هيروفانت إلى الغابة، وتذهب الإمبراطورة إلى مملكة الجليد لجمع قوات جديدة، ويتراجع القمر إلى منطقة تشبه المستنقعات.
يشهد هذا، جيك يحذر فين ومارسيلين - الأخيرة التي تتذكرها عندما قتلت ملك مصاصي الدماء لكنها تحولت إلى مصاص دماء في هذه العملية. يتتبع مارسيلين ويواجه ملك مصاص الدماء المُقام، ويقتل الأحمق ويستوعب قوته في الطيران. ومع ذلك، قبل أن تتمكن من محاربة ملك مصاصي الدماء، حذرها من أن الإمبراطورة تتجه إلى مملكة الجليد. خوفًا على سلامة ملك الجليد، تطارد مارسيلين، وبمساعدة الفنلنديين والزبدة، يقتل الإمبراطورة، ويستوعب قواها من الاختفاء. ثم يواجه فين وجيك ومارسيلين وبابلجوم هيروفانت المتغير الشكل. عندما أخطرت بابرمنت باتلر (التي عبر عنه ستيف ليتل) أن هايروفانت لا يمكنه دخول المنازل دون إذن، ينتقل جايك إلى منزل وتتخذ المجموعة مأوى بداخله. تمكن هيروفانت من إصابة مارسيلين، لكنه وقع بطريق الخطأ في جيك ومات بسبب دخوله إلى منزل دون دعوة. يعيد مارسيلين استيعاب قواه المتغيرة لكنه يمرض بسبب جرح هيروفانت. الأميرة بابلغوم تأخذ مارسيلين إلى مملكة الحلوى لمحاولة علاجها. في هذه الأثناء، يتعقب `` جيك '' و `` فين '' القمر على أمل استخدام قواها في علاج `` مارسيلين ''. يجذب الفنلنديون وجيك القمر إلى مارسيلين، التي تمكنت من إعادة استيعاب قوة الشفاء لمصاصي الدماء، مما يسمح لها بالتعافي من إصابتها. يستعد مارسيلين والمجموعة لمواجهتهم النهائية مع ملك مصاص الدماء. ومع ذلك، عندما يظهر أمامهم، يعلن أنه لم يعد يرغب في أن يكون مصاص دماء. وافقت المجموعة على مضض على إزالة جوهر مصاص دماء الملك.
تضع بابلغام ملك مصاصي الدماء في نفس الأداة الغريبة التي استخدمتها في مارسيلين، مما جعله أسدًا غير ضار نسبيًا. من ناحية أخرى، يتم وضع جوهر مصاص الدماء في دلو، والذي ينفجر عن طريق الخطأ ويشكل وحشًا جديدًا: السحابة المظلمة. يبدأ هذا الجوهر الذي يلوح في الأفق في التحرك نحو مملكة الحلوى، مما يتسبب في قيام فين وجايك وبابلغام بالهجوم. مارسيلين، مع ذلك، تفقد إرادة القتال. يصل ملك الجليد ويتحدث لفترة وجيزة مع مارسيلين، غرسًا في نفوسها إحساسًا بالهدف؛ ثم تدرك مارسيلين أن مصيرها هو إيقاف السحابة المظلمة. تطير مارسيلين إلى السحابة المظلمة، وباستخدام قدراتها في امتصاص الروح، فإنها تستنزفها من الداخل إلى الخارج. ومع ذلك، فقد فعلت ذلك على حساب أن تصبح ملكة مصاص دماء مرة أخرى. بمجرد انتهاء الحادثة، تتصالح مارسيلين مع طبيعتها المصاصة للدماء. تختتم المسلسل بغناء مارسيلين لأغنية «كل شيء يبقى». أثناء غنائها، يتم تقديم تسلسلات قصيرة للجمهور تظهر عودة أوو إلى الحياة الطبيعية.